# Luca Brandolini
Luca Brandolini (Monte Compatri, 25 dicembre 1933) è un vescovo cattolico italiano, dal 19 giugno 2009 vescovo emerito di Sora-Aquino-Pontecorvo.

## Biografia
Nasce a Monte Compatri, nella città metropolitana di Roma Capitale e sede suburbicaria di Frascati, il 25 dicembre 1933.
Il 24 aprile 1960 è ordinato presbitero.

### Ministero episcopale
Il 29 ottobre 1987 papa Giovanni Paolo II lo nomina vescovo titolare di Urusi e vescovo ausiliare di Roma; il 7 dicembre seguente riceve l'ordinazione episcopale dal cardinale Ugo Poletti, co-consacranti l'arcivescovo Ennio Appignanesi e il vescovo Plinio Pascoli.
Il 2 settembre 1993 lo stesso papa lo nomina vescovo di Sora-Aquino-Pontecorvo; succede a Lorenzo Chiarinelli, precedentemente nominato vescovo di Aversa.
Liturgista, nel 2007 critica il motu proprio Summorum Pontificum di papa Benedetto XVI, parlando di lutto e di cancellazione della riforma liturgica seguita al Concilio Vaticano II.
Il 19 giugno 2009 papa Benedetto XVI accoglie la sua rinuncia, presentata per raggiunti limiti di età, al governo pastorale della diocesi di Sora-Aquino-Pontecorvo; gli succede Filippo Iannone, fino ad allora vescovo ausiliare di Napoli. Rimane amministratore apostolico della diocesi fino all'ingresso del successore, avvenuto il 20 settembre successivo.
Da vescovo emerito si trasferisce a Roma, dove svolge il ruolo di vicario dell'arciprete della basilica di San Giovanni in Laterano; mantiene l'incarico fino al 1º ottobre 2022, quando gli succede Guerino Di Tora, vescovo titolare di Zuri e già vescovo ausiliare di Roma.
È stato membro della commissione episcopale per la liturgia della Conferenza Episcopale Italiana e, dal 1993 al 2008, presidente del Centro di Azione Liturgica.

## Genealogia episcopale e successione apostolica
La genealogia episcopale è:
- Cardinale Scipione Rebiba
- Cardinale Giulio Antonio Santori
- Cardinale Girolamo Bernerio, O.P.
- Arcivescovo Galeazzo Sanvitale
- Cardinale Ludovico Ludovisi
- Cardinale Luigi Caetani
- Cardinale Ulderico Carpegna
- Cardinale Paluzzo Paluzzi Altieri degli Albertoni
- Papa Benedetto XIII
- Papa Benedetto XIV
- Papa Clemente XIII
- Cardinale Marcantonio Colonna
- Cardinale Giacinto Sigismondo Gerdil, B.
- Cardinale Giulio Maria della Somaglia
- Cardinale Carlo Odescalchi, S.I.
- Cardinale Costantino Patrizi Naro
- Cardinale Lucido Maria Parocchi
- Papa Pio X
- Cardinale Gaetano De Lai
- Cardinale Raffaele Carlo Rossi, O.C.D.
- Arcivescovo Gilla Vincenzo Gremigni, M.S.C.
- Cardinale Ugo Poletti
- Vescovo Luca Brandolini, C.M.

La successione apostolica è:
- Vescovo Varghese Thottamkara, C.M. (2013)